# سلوك المرض

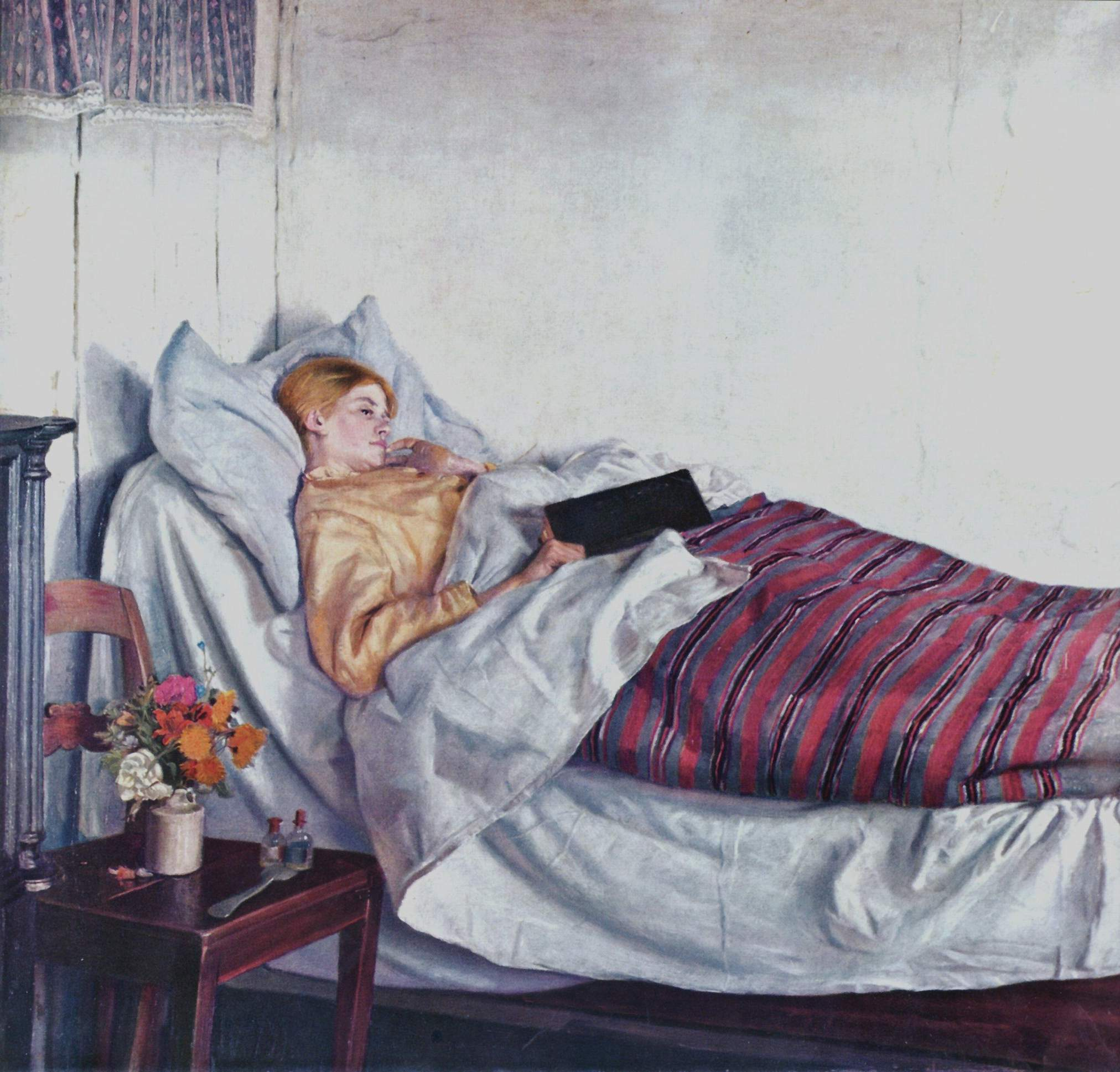

سلوك المرض أو السلوك المَرضي (بالإنجليزية: Sickness behavior)‏ هو مجموعة منسقة من التغيرات السلوكية التكيفية التي تتطور في المرضى أثناء المرض. وعادةً (ولكن ليس بالضرورة) ما يصاحبه الحمى والبقاء على قيد الحياة. وتشمل سلوكيات المرض الخمول، والاكتئاب، والقلق، والشعور بالضيق، وفقدان الشهية،  النعاس، فرط التألم، إنخفاض التزين والفشل في التركيز. ويُعتبر سلوك المرض حالة تحفيزية تقوم بإعادة تنظيم أولويات الكائن الحي للتعامل مع مسببات الأمراض المعدية. وقد أقتُرح أنها ذات صلة لفهم الاكتئاب، وبعض جوانب المعاناة التي تحدث في السرطان.